# Jehan de Vidieu
Jehan de Vidieu, geboren rond 1070, waarschijnlijk in Bouillon en stierf in november 1097 tijdens het Beleg van Antiochië, is een ridder van Neder-Lotharingen.
Hij onderscheidde zich door deel te nemen aan de Eerste Kruistocht.